# Crossoloricaria venezuelae
Crossoloricaria venezuelae är en fiskart som först beskrevs av Schultz, 1944.  Crossoloricaria venezuelae ingår i släktet Crossoloricaria och familjen Loricariidae. IUCN kategoriserar arten globalt som livskraftig. Inga underarter finns listade i Catalogue of Life.